# Biblioteca Municipal de Peniche

## História
A história da biblioteca municipal começa quando, em 1929, Dr. António Pedro Monteiro deixou no seu testamento, datado de 20 de Abril da 1929, todos os seus livros á Câmara Municipal, afim de ser iniciado uma biblioteca municipal. Estes ficariam em cargo de edilidade até que fosse criada a biblioteca municipal. Nos anos 60, começou a deslocar-se a Peniche a Biblioteca Itinerante da Fundação Calouste Gulbenkian, algo que levaria em alguns anos, e com colaboração da entidade em questão, á criação de uma biblioteca fixa, criada num dos edifícios alugados da Associação de Educação Física, Cultural e Recreativa Penichense. Este local não possuía condições decentes, sendo necessário a transferência da instituição para outro edifício.
Foi então que, a 1 de Março de 1979, a Biblioteca Municipal de Peniche seria criada, no edifício das antigas instalações da repartição de finanças, no Largo do Município, onde esteve a funcionar até finais de 1997. Com as necessidades de modernização, as novas instalações foram inauguradas a 2 de Abril de 1998, situando-se no antigo edifício do Cartório Notarial de Peniche, na Rua Luís de Camões, onde se situou até Junho de 2024.
No dia 10 de Julho de 2024, foi inaugurada no novo espaço situado na CENTRAL – Centro Cívico Intergeracional Professor Rogério Cação - Rua Dr. Francisco Sá Carneiro, em Peniche.

## Atividades
A Biblioteca Municipal, tendo como parceiros várias bibliotecas escolares do concelho e municipais da região, existem várias atividades ocasionais e regulares organizadas, com o objetivo de dar ás crianças e jovens locais o interesse em ler. Desde alunos do jardim de infância e 1º ciclo até aos alunos do 2º ciclo, a biblioteca organiza atividades de leitura coletiva, de leitura em voz alta, canções e outras atividades, apontando para histórias sobre a importância de comportamentos, valores para os mais novos e histórias sobre Portugal, sejam lendas ou histórias sobre Portugal e seus reis ao longo dos séculos. Além das atividades com escolas do concelho, através da Biblioteca Municipal é possível acessar uma grande variedade de livros nacionais e internacionais e documentos históricos do concelho. Mais de 10 mil exemplares estão registrados no sistema digital da biblioteca.